# Arábia Saudita nos Jogos Olímpicos de Verão de 2024
Arábia Saudita participou dos Jogos Olímpicos de Verão de 2024, realizados em Paris, na França. Foi a 13.ª aparição do país nos Jogos Olímpicos desde a estreia em Munique 1972.
Foi representado por oito atletas que competiram em quatro esportes, mas nenhum conquistou medalhas.

## Competidores
Esta foi a participação por modalidade nesta edição:
| Esporte   | Masculino | Feminino | Total |
| --------- | --------- | -------- | ----- |
| Atletismo | 2         | 0        | 2     |
| Hipismo   | 3         | 0        | 3     |
| Natação   | 1         | 1        | 2     |
| Taekwondo | 0         | 1        | 1     |
| Total     | 6         | 2        | 8     |

## Desempenho

### Atletismo
- Q = Qualificado para a próxima fase
- q = Qualificado para a próxima fase como o perdedor mais rápido ou, em eventos de campo, pela posição sem atingir o alvo para qualificação
- N/A = Fase não aplicável para o evento
- Bye = Atleta não precisou disputar aquela fase

Masculino
Eventos de campo
| Atleta           | Evento            | Qualificação | Qualificação | Final       | Final       | Ref.  |
| Atleta           | Evento            | Marca        | Pos.         | Marca       | Pos.        | Ref.  |
| ---------------- | ----------------- | ------------ | ------------ | ----------- | ----------- | ----- |
| Mohammed Tolo    | Arremesso de peso | 20.65        | 15           | Não avançou | Não avançou | [ 5 ] |
| Hussain Al-Hizam | Salto com vara    | NM           | NM           | Não avançou | Não avançou | [ 6 ] |

### Hipismo

#### Saltos
| Atleta                                             | Cavalo                                 | Evento     | Qualificação | Qualificação | Qualificação | Final       | Final       | Final       | Ref.              |
| Atleta                                             | Cavalo                                 | Evento     | Pen.         | Tempo        | Pos.         | Pen.        | Tempo       | Pos.        | Ref.              |
| -------------------------------------------------- | -------------------------------------- | ---------- | ------------ | ------------ | ------------ | ----------- | ----------- | ----------- | ----------------- |
| Ramzy Al-Duhami                                    | Untouchable 32                         | Individual | 0            | 77.48        | 19           | 4           | 82.73       | 11          | [ 7 ]             |
| Khaled Almobty                                     | Jaguar King Wd.                        | Individual | 8            | 75.87        | 46           | Não avançou | Não avançou | Não avançou | [ 8 ]             |
| Abdulrahman Alrajhi                                | Ventago                                | Individual | 0            | 75.35        | 10           | 6           | 85.68       | 13          | [ 9 ]             |
| Abdulrahman Alrajhi Khaled Almobty Ramzy Al-Duhami | Ventago Jaguar King Wd. Untouchable 32 | Equipes    | 28           | 167.65       | 19           | Não avançou | Não avançou | Não avançou | [ 7 ] [ 8 ] [ 9 ] |

### Natação
Masculino
| Atleta         | Evento      | Eliminatórias | Eliminatórias | Semifinal   | Semifinal   | Final       | Final       | Ref.   |
| Atleta         | Evento      | Tempo         | Pos.          | Tempo       | Pos.        | Tempo       | Pos.        | Ref.   |
| -------------- | ----------- | ------------- | ------------- | ----------- | ----------- | ----------- | ----------- | ------ |
| Zaid Al-Sarraj | 100 m livre | 51.21         | 53            | Não avançou | Não avançou | Não avançou | Não avançou | [ 10 ] |

Feminino
| Atleta                   | Evento      | Eliminatórias | Eliminatórias | Semifinal   | Semifinal   | Final       | Final       | Ref.   |
| Atleta                   | Evento      | Tempo         | Pos.          | Tempo       | Pos.        | Tempo       | Pos.        | Ref.   |
| ------------------------ | ----------- | ------------- | ------------- | ----------- | ----------- | ----------- | ----------- | ------ |
| Mashael Meshari A Alayed | 200 m livre | 2:19.61       | 29            | Não avançou | Não avançou | Não avançou | Não avançou | [ 11 ] |

### Taekwondo
Feminino
| Atleta         | Evento    | Oitavas              | Quartas                    | Semifinais           | Repescagem             | Final / DB             | Final / DB | Ref.   |
| Atleta         | Evento    | Adversário Resultado | Adversário Resultado       | Adversário Resultado | Adversário Resultado   | Adversário Resultado   | Pos.       | Ref.   |
| -------------- | --------- | -------------------- | -------------------------- | -------------------- | ---------------------- | ---------------------- | ---------- | ------ |
| Dunya Abutaleb | Até 49 kg | ISR A Semberg V 2–1  | THA P Wongpattanakit D 0–2 | Não avançou          | MAR O El-Bouchti V 2–0 | IRI M Nematzadeh D 0–2 | 5          | [ 12 ] |